# Diplomatie des Norddeutschen Bundes

Der Norddeutsche Bund

Die Diplomatie des Norddeutschen Bundes, des ersten deutschen Bundesstaates, wurde in erster Linie von Preußen bestimmt. Von der Gründung 1867 bis zum Aufgehen in das größere Deutsche Reich am 1. Januar 1871 war vor allem das Verhältnis zu den süddeutschen Staaten und zu Frankreich bestimmend.
Preußen war nicht nur der mit Abstand größte Gliedstaat im Norddeutschen Bund; Anfang 1870 wurde das preußische Auswärtige Amt zum Auswärtigen Amt des Norddeutschen Bundes erhoben. Bedeutendster Politiker des Bundes war der Bundeskanzler Otto von Bismarck, der preußische Ministerpräsident und Außenminister. Die preußischen Gesandten dienten gleichzeitig als Gesandte des Bundes.

## Auswärtiges Amt
Auch nach der Gründung des Norddeutschen Bundes 1867 behielten die verbundenen Gliedstaaten das Recht, eigene Gesandtschaften im Ausland zu unterhalten und Gesandte (Botschafter) anderer Länder zu empfangen. Es sollte nämlich der Anschein eines Einheitsstaates und der Schmälerung der Einzelstaaten vermieden werden. Gleichwohl hatte der preußische König laut Bundesverfassung (Art. 11) das „Bundespräsidium“ inne. Dazu gehörte die völkerrechtliche Vertretung des Bundes gegenüber anderen Ländern. Da es dafür keine eigenen Bundesorgane gab, war der König auf den Apparat des preußischen Außenministeriums und der preußischen Auslandsmissionen angewiesen.
Ursprünglich wollte der preußische Ministerpräsident Bismarck einen Bundeskanzler, der Anweisungen direkt von Preußen erhielt und dem preußischen Außenministerium angehörte. Bismarck dachte für diesen Posten an Karl Friedrich von Savigny, den letzten preußischen Gesandten im Deutschen Bundestag. Am 26. März 1867 aber nahm der Reichstag des Norddeutschen Bundes einen Antrag an (Lex Bennigsen), der aus dem Bundeskanzler einen verantwortlichen Beamten des Bundespräsidiums machte. Bismarck übernahm nun diese Bundeskanzlerschaft selbst, um seiner Meinung nach die Einheitlichkeit von Politik und Geschäftsführung wahren zu können. Am 14. Juli wurde Bismarck zum Bundeskanzler des Norddeutschen Bundes ernannt, dabei blieb er preußischer Ministerpräsident und Außenminister.

### Bundeskanzleramt als provisorische Lösung

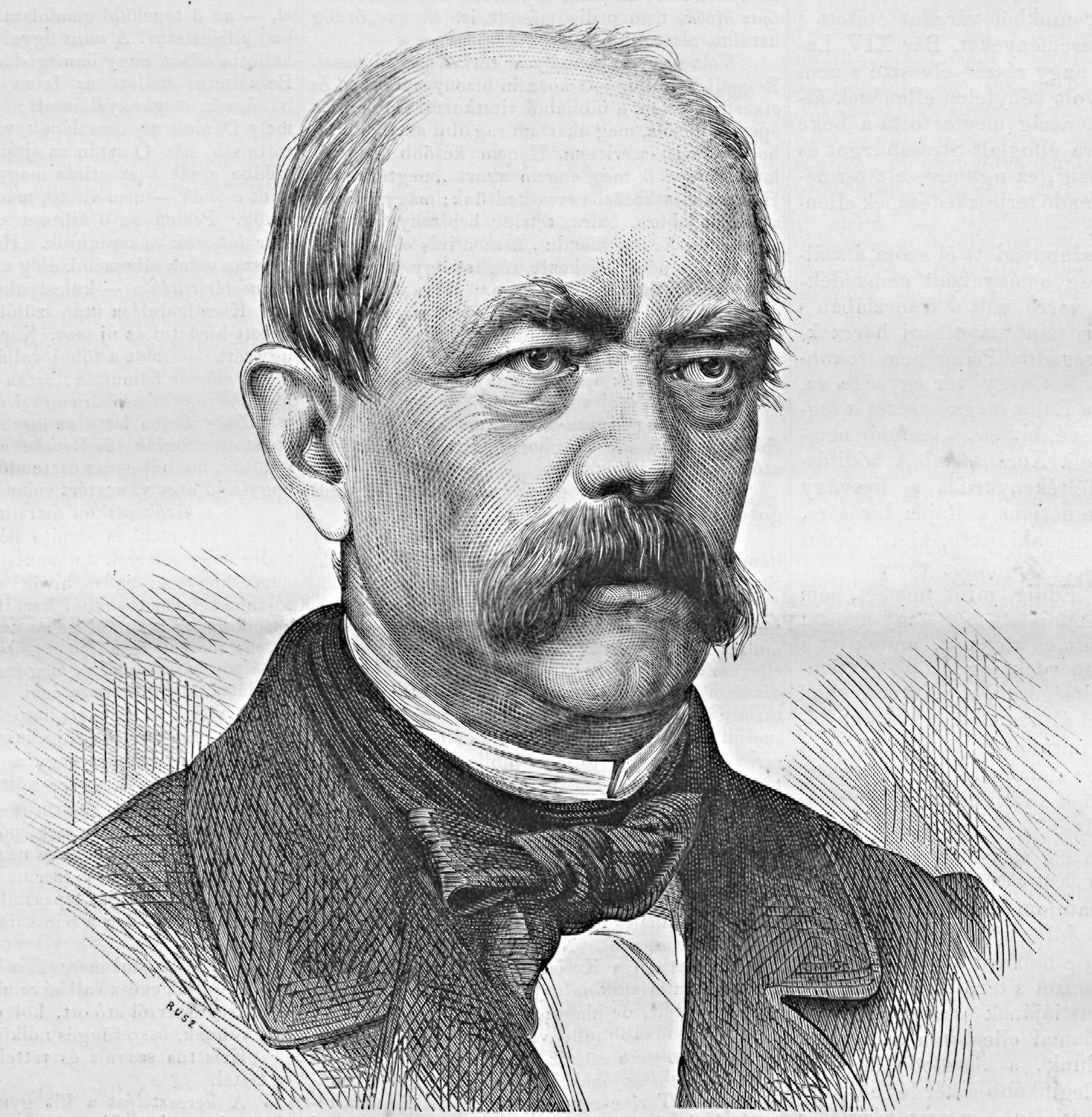
Otto von Bismarck, 1870

Ein Präsidialerlass vom 12. August 1867 schuf das Bundeskanzleramt, aus dem sich später im Kaiserreich die obersten Reichsbehörden entwickelten. Da laut Verfassung das Konsulatswesen Angelegenheit des Bundes war, die Einzelstaaten ihre Konsulate aber ungern dem preußischen Außenministerium unterstellten, bot sich mit dem Bundeskanzleramt eine Lösung an. Am 8. November 1867 erfolgte das entsprechende Gesetz betreffend die Organisation der Bundeskonsulate.
Neben dem Konsulatswesen nahm das Bundeskanzleramt auch die handelspolitischen Verhandlungen mit anderen Ländern auf sich, ferner Interzessionen, Legalisationen und Angelegenheiten, die sich aus der Rotkreuz-Konvention ergaben. Die entsprechenden drei Beamten des preußischen Außenministeriums wurden provisorisch in das Bundeskanzleramt abgeordnet, also nicht versetzt. Auch ein sächsischer Beamter wurde hinzugezogen.
Als aber im November 1867 Frankreich die norddeutschen Gliedstaaten einzeln zu einer Konferenz einlud, drängten Bismarck, die verbündeten Regierungen und auch die Nationalliberalen auf einen weiteren Ausbau der Bundesexekutive. Mit Rücksicht auf die verbündeten Regierungen beließ Bismarck es zunächst dabei, die preußischen Botschafter zusätzlich als Botschafter des Norddeutschen Bundes zu akkreditieren (außer gegenüber den süddeutschen Staaten), anstatt die Abschaffung der Gesandtschaften der Einzelstaaten durchzusetzen. Am 18. Dezember 1867 kam die Order des Königs dazu.
Bismarck ließ die Botschafter ihre neuen Beglaubigungsschreiben überreichen, ohne vorher sich mit den Außenministerien der Gastländer abzusprechen (auch etwa bezüglich der Gegenseitigkeit). Damit vermied Bismarck die Frage, ob diese Länder den Bund überhaupt anerkannten. Darüber entstand zwischen London und Wien eine Diskussion, bevor sie sich zur Gegenseitigkeit entschlossen. Der preußische Botschafter in London, der persönlich über seine neue Aufgabe wenig erfreut war, schrieb auf seine Visitenkarte „The Prussian and North German Ambassador“.

### Diskussion einer neuen Bundesbehörde
Im Sommer 1868 diskutierte der Reichstag in der Haushaltsdebatte die Forderung, aus dem preußischen Ministerium des Auswärtigen ein norddeutsches zu machen, und Ende des Jahres gab es auch im preußischen Abgeordnetenhaus einen entsprechenden Antrag. Bismarck zeigte sich aufgeschlossen und stellte in Übereinstimmung mit dem Reichstag im Februar 1869 einen Antrag an den Bundesrat, doch Opposition kam nicht zuletzt aus dem eigenen Außenministerium, das auf die preußische Eigenständigkeit pochte.
In den Reichstagsdebatten vom April 1869 zeigte es sich dann, dass eine solche Umbildung nicht nur Fragen des Völkerrechts, des Haushalts und der Verwaltung berührte. Man war nämlich im Begriff, ein Bundesministerium zu schaffen, obwohl die verbündeten Regierungen dies eigentlich hatten vermeiden wollen. Der Reichstag erkannte eine Chance, mehr Einheitsstaat und Parlamentarismus durchzusetzen. Er nahm daher mit großer Mehrheit einen Antrag an, eine Reihe von verantwortlichen Bundesministerien einzurichten, nämlich mit den Ressorts Auswärtiges, Marine, Finanzen sowie Handel und Verkehr. Bismarck lehnte den Antrag im Namen des Bundespräsidiums ab, musste aber damit rechnen, dass die Frage stets wiederkehren würde. Schließlich hieß die neue Bundesbehörde im Etat für 1870 bereits „Ministerium“.
Bismarck hatte also einen triftigen Grund, der neuen Bundesbehörde einen anderen Namen zu geben, damit sie keinen Charakter als Ministerium erhielt, der sie vom Bundeskanzleramt selbstständig gemacht hätte. Zum 1. Januar 1870 ging das preußische Außenministerium auf den Bund über. Am 4. Januar bat Bismarck den König um einige Vorschriften, die der König noch am selben Tag per Kabinettsorder vollzog.

### Einrichtung

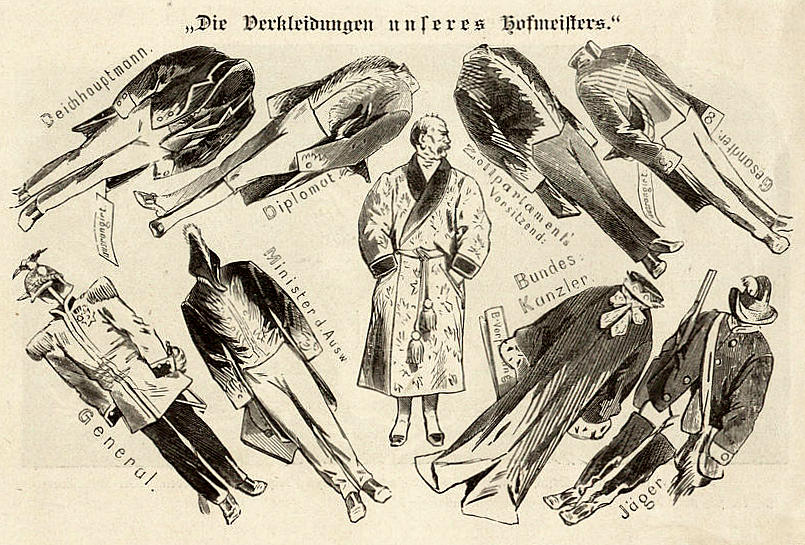
Karikatur auf Bismarck und seine vielen Ämter, unter anderem als Bundeskanzler, preußischer Minister des Auswärtigen und Diplomat

Das Ministerium der auswärtigen Angelegenheiten des Norddeutschen Bundes erhielt die amtliche Bezeichnung „Auswärtiges Amt des Norddeutschen Bundes“. Es solle als Organ des Bundeskanzlers nach außen fungieren, während das Bundeskanzleramt die inneren Geschäfte des Bundes versehe. Der Leiter des neuen Amtes solle die Bezeichnung Staatssekretär führen, damit es dem Kanzler leichter fallen würde, Anforderungen von fremdem Diplomaten abzulehnen, vom Kanzler selbst empfangen zu werden. Von London her sei die Diplomatie an diesen Titel gewöhnt. Da laut Artikel 11 der Bundesverfassung der preußische König für die völkerrechtliche Vertretung des Bundes zuständig war, wurde das preußische Wappen samt Adler im Dienstsiegels des Amts beibehalten, es erhielt allerdings eine neue Umfrist: „Auswärtiges Amt des Norddeutschen Bundes“ bzw. „Gesandtschaft des Norddeutschen Bundes“. Hiermit führte Bismarck also, nach englischem Vorbild, die Bezeichnung Staatssekretär für den Chef eines Bundesressorts ein.
Staatssekretär des Amtes wurde Hermann von Thiele. Bereits seit 1837 hatte er im auswärtigen Dienst Preußens gedient. Staatssekretär war er bis 1872.
Das Bundeskanzleramt gab seine 1867 gewonnenen Kompetenzen an das Auswärtige Amt ab. Es wirkte allerdings dauerhaft bei der Anstellung der Konsuln mit, weil laut Verfassung dabei der Bundesratsausschuss für Handel und Verkehr beteiligt sein musste. Auch alle Angelegenheiten der Handelspolitik verblieben noch mehrere Jahre beim Bundeskanzleramt, bis man aus praktischen Gründen den auslandsbezogenen Teil dem Auswärtigen Amt übertrug.
Am 13. Januar 1871, bereits nach Verkündigung einer Reichsverfassung, informierte das Auswärtige Amt die Auslandsvertretungen in einem Zirkularerlass darüber, dass künftig der Zusatz „des Norddeutschen Bundes“ wegzulassen sei. Erst am 4. Mai 1871 folgte die offizielle Entscheidung, dass die neue Bezeichnung „Auswärtiges Amt des Deutschen Reiches“ laute.

## Gesandte der Gliedstaaten
Das neue Amt warf die Frage auf, ob die norddeutschen Gliedstaaten weiterhin das Recht haben sollten, eigene Gesandtschaften zu unterhalten. Der britische und der französische Botschafter in Berlin beispielsweise befürchteten, dass der Bund den Charakter eines Einheitsstaats erhielt, wenn man das Recht abschaffen würde. Graf Beust, der österreichische Außenminister, meinte, dass der Norddeutsche Bund dadurch die süddeutschen Staaten abschrecken würde. Außerdem erlaube das deutsche Staatsrecht den norddeutschen Gliedstaaten weiterhin eigene Gesandtschaften. Bismarck sah dies genauso. Er ging aber davon aus, dass letztlich die Parlamente der norddeutschen Gliedstaaten die eigenen diplomatischen Organe abschaffen würden, und zwar über das Budgetrecht, aus Kostengründen.
Bismarck behielt recht. Nach der Reichsgründung 1870/1871 existierten noch 16 Gesandtschaften von Gliedstaaten, 1914 nur noch halb so viele. Bayern hatte Gesandtschaften in Bern, Paris, Petersburg, Rom, Wien und beim Vatikan, Sachsen eine in Wien und Preußen eine beim Vatikan. Umgekehrt betrieben fremde Länder 1914 noch 104 diplomatische Vertretungen bei deutschen Gliedstaaten. Nur 16 waren selbstständige Missionen; Russland unterhielt davon die meisten, nämlich sieben; insgesamt sechs befanden sich in München. Im Wesentlichen ging es um die „Ausübung höfisch-dynastischer Funktionen“ (Sasse); von einiger politischer Bedeutung war höchstens der französische Gesandte in München.

## Veränderungen 1870/1871
Als ab September 1870 die süddeutschen Staaten über einen Beitritt zum Bund verhandelten, wollte Bayern, dass die norddeutschen Gesandten nur gemeinsam mit den süddeutschen Gesandten den Bund nach außen vertreten durften. Eine solch unpraktikable Lösung lehnte aber nicht nur Bismarck, sondern auch Württemberg ab. Die Forderung war aber dazu geeignet, dem Bund einige Zugeständnisse abzuringen. Laut Art. VII des Versailler Schlussprotokolls vom 23. November durfte ein bayerischer Gesandter einen Bundesgesandten im Falle der Verhinderung vertreten. Über einen solchen Dualismus klagten die Bundesgesandten, doch in der Praxis machte Bayern später nur ein einziges Mal von der Regelung Gebrauch.
Wichtiger war der einzurichtende Bundesratsausschuss für auswärtige Angelegenheiten. Er bestand aus den Bevollmächtigten Bayerns, Württembergs und Sachsens unter bayerischem Vorsitz. Bis zum Ersten Weltkrieg tagte dieser Ausschuss äußerst selten, erst im Verlaufe des Krieges wuchs seine Bedeutung. Beim Frieden von Brest-Litowsk mit Russland 1917/1918 verwies Bayern (erfolglos) auf eine geheime Zusage Bismarcks, dass Bayern bei Friedensverhandlungen durch einen eigenen Bevollmächtigten vertreten sein solle. Außerdem musste das Reich sich verpflichten, überall dort einen Konsul anzustellen, wo ein Gliedstaat es verlangte.

## Belege
1. ↑  Heinz Günther Sasse: Die Gründung des Auswärtigen Amtes 1870/71. In: Auswärtiges Amt (Hrsg.): 100 Jahre Auswärtiges Amt 1870–1970, Bonn 1970, S. 9–22, hier S. 9.
2. ↑  Heinz Günther Sasse: Die Gründung des Auswärtigen Amtes 1870/71. In: Auswärtiges Amt (Hrsg.): 100 Jahre Auswärtiges Amt 1870–1970, Bonn 1970, S. 9–22, hier S. 9. Außerdem Ernst Rudolf Huber: Deutsche Verfassungsgeschichte seit 1789. Band III: Bismarck und das Reich. W. Kohlhammer, Stuttgart [u. a.] 1963, S. 658–661.
3. ↑  Heinz Günther Sasse: Die Gründung des Auswärtigen Amtes 1870/71. In: Auswärtiges Amt (Hrsg.): 100 Jahre Auswärtiges Amt 1870–1970, Bonn 1970, S. 9–22, hier S. 10.
4. ↑  Heinz Günther Sasse: Die Gründung des Auswärtigen Amtes 1870/71. In: Auswärtiges Amt (Hrsg.): 100 Jahre Auswärtiges Amt 1870–1970, Bonn 1970, S. 9–22, hier S. 10.
5. ↑  Heinz Günther Sasse: Die Gründung des Auswärtigen Amtes 1870/71. In: Auswärtiges Amt (Hrsg.): 100 Jahre Auswärtiges Amt 1870–1970, Bonn 1970, S. 9–22, hier S. 11/12.
6. ↑  Heinz Günther Sasse: Die Gründung des Auswärtigen Amtes 1870/71. In: Auswärtiges Amt (Hrsg.): 100 Jahre Auswärtiges Amt 1870–1970, Bonn 1970, S. 9–22, hier S. 11/12.
7. ↑  Heinz Günther Sasse: Die Gründung des Auswärtigen Amtes 1870/71. In: Auswärtiges Amt (Hrsg.): 100 Jahre Auswärtiges Amt 1870–1970, Bonn 1970, S. 9–22, hier S. 12/13.
8. ↑  Heinz Günther Sasse: Die Gründung des Auswärtigen Amtes 1870/71. In: Auswärtiges Amt (Hrsg.): 100 Jahre Auswärtiges Amt 1870–1970, Bonn 1970, S. 9–22, hier S. 14.
9. ↑  Heinz Günther Sasse: Die Gründung des Auswärtigen Amtes 1870/71. In: Auswärtiges Amt (Hrsg.): 100 Jahre Auswärtiges Amt 1870–1970, Bonn 1970, S. 9–22, hier S. 15/16.
10. ↑  Heinz Günther Sasse: Die Gründung des Auswärtigen Amtes 1870/71. In: Auswärtiges Amt (Hrsg.): 100 Jahre Auswärtiges Amt 1870–1970, Bonn 1970, S. 9–22, hier S. 16.
11. ↑  Ernst Rudolf Huber: Deutsche Verfassungsgeschichte seit 1789. Band III: Bismarck und das Reich. W. Kohlhammer, Stuttgart [u. a.] 1963, S. 837.
12. ↑  Heinz Günther Sasse: Die Gründung des Auswärtigen Amtes 1870/71. In: Auswärtiges Amt (Hrsg.): 100 Jahre Auswärtiges Amt 1870–1970, Bonn 1970, S. 9–22, hier S. 17.
13. ↑  Heinz Günther Sasse: Die Gründung des Auswärtigen Amtes 1870/71. In: Auswärtiges Amt (Hrsg.): 100 Jahre Auswärtiges Amt 1870–1970, Bonn 1970, S. 9–22, hier S. 22.
14. ↑  Heinz Günther Sasse: Die Gründung des Auswärtigen Amtes 1870/71. In: Auswärtiges Amt (Hrsg.): 100 Jahre Auswärtiges Amt 1870–1970, Bonn 1970, S. 9–22, hier S. 16/17.
15. ↑  Heinz Günther Sasse: Die Gründung des Auswärtigen Amtes 1870/71. In: Auswärtiges Amt (Hrsg.): 100 Jahre Auswärtiges Amt 1870–1970, Bonn 1970, S. 9–22, hier S. 21.
16. ↑  Heinz Günther Sasse: Die Gründung des Auswärtigen Amtes 1870/71. In: Auswärtiges Amt (Hrsg.): 100 Jahre Auswärtiges Amt 1870–1970, Bonn 1970, S. 9–22, hier S. 20/21.
17. ↑  Heinz Günther Sasse: Die Gründung des Auswärtigen Amtes 1870/71. In: Auswärtiges Amt (Hrsg.): 100 Jahre Auswärtiges Amt 1870–1970, Bonn 1970, S. 9–22, hier S. 21.